# إدغار فور
إدغار فور (بالفرنسية: Edgar Faure) سياسي فرنسي ورئيس وزراء فرنسا لفترتين خلال الجمهورية الفرنسية الرابعة، الفترة الأولى من 20 يناير 1952 حتى 8 مارس 1952 والثانية من 23 فبراير 1955 حتى 1 فبراير 1956.

## روابط خارجية
- إدغار فور على موقع IMDb (الإنجليزية)
- إدغار فور على موقع الموسوعة البريطانية (الإنجليزية)
- إدغار فور على موقع مونزينجر (الألمانية)
- إدغار فور على موقع ميوزك برينز (الإنجليزية)
- إدغار فور على موقع قاعدة بيانات الأفلام السويدية (السويدية)
- إدغار فور على موقع كينوبويسك (الروسية)